# کارلیس کپک
کارلیس کپک (انگلیسی: Kārlis Kepke; ۶ نوامبر ۱۸۹۰) دوچرخه‌سوار اهل لتونی بود.